# Projet de séquençage de génome
Les projets de séquençage de génome sont des projets scientifiques qui ont pour but d'obtenir les séquences complètes des génomes de différents organismes: bactéries, plantes, champignons, animaux, et humain.
Ce travail nécessite la séquence de l'ADN de chacun des chromosomes de l'espèce. Pour une bactérie, il n'y a qu'un chromosome à séquencer. Pour l'espèce humaine, qui possède 22 paires de chromosomes et 2 chromosomes sexuels (X et Y), il y a 24 chromosomes à séquencer.
Le projet génome humain est abouti depuis 2003.

## Assemblage génomique
Pour les articles homonymes, voir Assemblage.
L'assemblage génomique consiste à prendre un grand nombre de séquences d'ADN, qui ont été obtenues par la méthode Whole Genome Shotgun, pour les remettre ensemble et recréer le chromosome original. Dans la méthode Whole Genome Shotgun, l'ADN d'un seul organisme est fragmenté en millions de morceaux. Ceux-ci sont lus par des séquenceurs d'ADN automatiques (qui peuvent déterminer 900 bases par minute). Les quatre bases sont adénine, guanine, cytosine, et thymine, abrégées AGCT. Un logiciel d'algorithme d'assemblage génomique analyse chaque fragment et les aligne tous les uns derrière les autres, en détectant les zones de chevauchement entre les fragments. Si deux séquences se correspondent elles sont considérées comme étant identiques ce qui relie les fragments.
L'assemblage génomique peut être problématique pour les informaticiens, car les génomes contiennent des séquences qui se répètent, et ces répétitions peuvent être longues de plusieurs milliers de nucléotides (ou bases) et sur plusieurs endroits du génome. C'est surtout le cas pour les grands génomes des plantes et des animaux.

## Exemples de projets

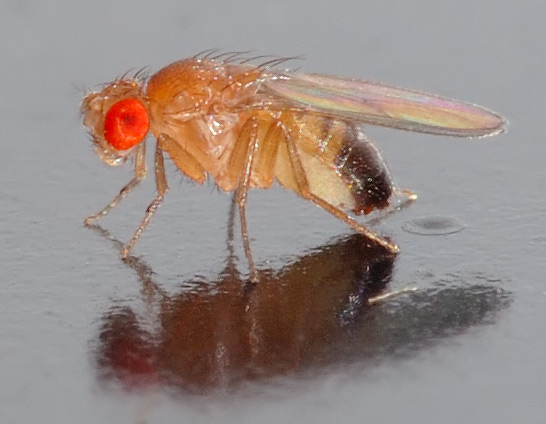
La drosophile, un des organismes supérieurs à voir son génome entier séquencé.

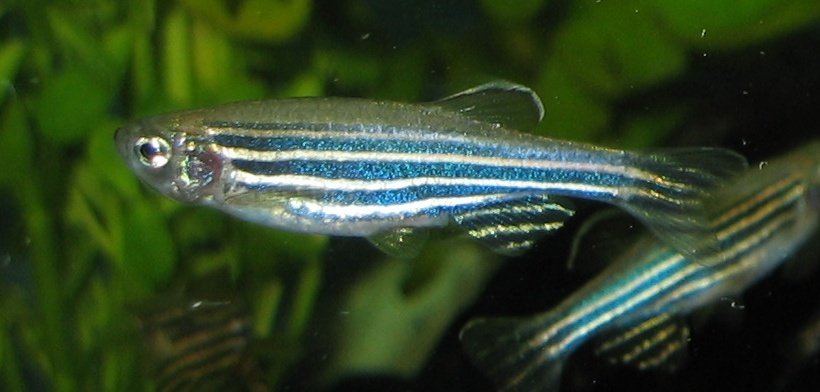
Le poisson zèbre, un autre organisme modèle

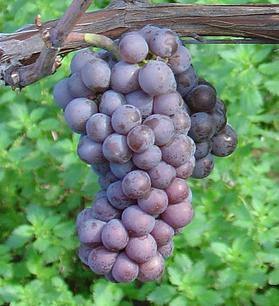
Le International Grape Genome Program a pour but la maîtrise de la qualité des vins.

De nombreux organismes sont le sujet de projet de séquençage de génome, déjà abouti ou sur le point de l'être :

### Vertébrés
- Le crapaud xénope, Xenopus tropicalis[1] ;
- Le poisson Oryzias latipes ;
- Le poisson Takifugu rubipres.

#### Mammifères
- L'Homme, Homo sapiens; voir : Projet génome humain abouti en 2003 ;
- La souris, Mus musculus ;
- Le rat, Rattus norvegicus ;
- Le chimpanzé, Pan troglodytes ;
- Le Macaque rhésus, Macaca mulatta ;
- Le chien, Canis lupus familiaris; abouti en 2005 ;
- Le chat domestique, Felis silvestris ;
- L'ornithorynque Platypus, Ornithorhynchus anatinus ;
- La vache, Bos taurus[2] ;
- Le cheval, Equus caballus[3].

### Autres animaux
- L'oursin, Arbacia punctulata ;
- Le ver nématode, Caenorhabditis elegans ;
- La drosophile, Drosophila melanogaster ;
- L'abeille, Apis mellifera ;
- Le poulet, Gallus gallus.

### Champignons
- Champignon de Paris, Agaricus bisporus
- Plusieurs armillaires, Armillaria

### Plantes
- L'arabette des dames, Arabidopsis thaliana, une plante modèle
- Le riz, Oryza sativa
- La mousse Physcomitrella patens, Physcomitrella patens
- Le blé, Triticum aestivum
- Le maïs, Zea mays
- Le peuplier, Populus trichocarpa
- La tomate, Solanum lycopersicum
- La pomme de terre, Solanum tuberosum
- La vigne, Vitis vinifera L.

### Virus,ArchéesetEubactéries
- La protéobactérie Haemophilus influenzae
- La levure de boulanger, Saccharomyces cerevisiae
- La bactérie intestinale Escherichia coli
- Le virus du SRAS
- La moisissure Neurospora crassa

### Microbiome et métagénome
Le 11 janvier 2008, les National Institutes of Health lancent, dans le cadre du NIH Roadmap for Medical Research, le « projet microbiome humain » (Human Microbiome Project). Le but de celui-ci est le séquençage, dans un délai de cinq ans, du génome d'un millier de microbiotes de l'homme et l'analyse de leurs rôles dans la santé et les maladies humaines.
Le 11 avril 2008 est lancé le projet européen MetaHIT. Coordonné par l'INRA, il a pour but d'étudier le génome de l'ensemble des bactéries constituant la flore intestinale humaine afin de caractériser ses fonctions et ses implications sur la santé.